# Candy Barr
Juanita Dale Slusher (6 de juliol de 1935 - 30 de desembre de 2006), més coneguda pel seu nom artístic Candy Barr, va ser una stripper estatunidenca, ballarina de burlesque, actriu i model per adults a revistes masculines de mitjans del segle xx.
Durant la dècada de 1950, va rebre atenció nacional per la seva carrera de striptease a Dallas, Los Angeles i Las Vegas, les seves topades amb la llei, la mort del seu segon marit i la seva condemna. a una pena de presó per possessió de drogues. També va tenir relacions amb Mickey Cohen i Jack Ruby.
Després de complir tres anys de presó, Barr va anar al Sud de Texas. Va tornar a despullar-se a finals de la dècada de 1960 i va posar per a la revista Oui a la dècada de 1970. Aleshores, es va jubilar. A principis de la dècada de 1980, Barr va ser reconeguda a la revista Texas Monthly com una de les "texanes perfectes" de la història, juntament amb altres texanes, inclosa Lady Bird Johnson.

## Primers anys
Candy Barr va néixer Juanita Dale Slusher el 6 de juliol de 1935 a Edna (Texas), la més jove dels cinc fills d'Elvin Forest "Doc" Slusher (19 d'agost de 1909 - 2 de maig de 1969) i Sadie Mae Sumner (1 d'octubre de 1908 - 11 de març de 1945). Va tenir quatre germans: Leota (nascut el 1927), Keleta Pauline "Kay" (nascut el 1928), Gary (1931–72) i Forest Slusher (1933–2003).
Juanita tenia nou anys quan la seva mare va morir en caure d'un cotxe en marxa a l'autopista del proper comtat de Victoria. El seu pare es va casar amb Etta Agnes Holden (18 de juny de 1908 - 19 de gener de 1989). Etta es va divorciar de Guy Goggans (1905–78) i va tenir quatre fills: Solon (nascut el 1927), Nila Fae (1929–2003), Ruby Yvonne (1933–2005) i Charles Edward Goggans (1937–2003). Doc i Etta Slusher van tenir dos fills junts, Travis Leroy (nascut el 1946) i Katherine Pauline "Kay" Slusher (nascuda el 1948).
Els primers anys de Juanita es van veure marcats pel trauma d'abús sexual d'un veí i d'una mainadera. Als 13 anys, va fugir de casa i va anar a Dallas, on treballava en un motel. Va ser allà on Slusher va començar a treballar com a prostituta. Als 14 anys, es va casar amb el seu primer marit, Billy Joe Debbs (o Dabbs), però el matrimoni es va suspendre després que Debbs fos empresonat per robatori. També va treballar com a cambrera abans de convertir-se en ballarina exòtica.

## Carrera
Als 16 anys, Slusher va aparèixer en una de les pel·lícules pornogràfiques més famoses i àmpliament distribuïdes, Smart Alec  (1951). A causa de la distribució "underground" generalitzada i la popularitat de la pel·lícula, els mitjans de comunicació l'han anomenat "la primera estrella del porno".
Originalment va dir a una revista masculina que va fer la pel·lícula pels diners, ja que en aquell moment, va dir, només tenia un dòlar. Anys més tard, Slusher va dir que va ser drogada i coaccionada perquè aparegués a la pel·lícula sense el seu consentiment. Poc després de l'estrena de Smart Alec, i mentre encara era menor d'edat, Barney Weinstein la va contractar com a stripper al Theatre Lounge de Dallas per 85 dòlars setmanals. Va rebre el nom artístic "Candy Barr" en aquest moment (que li va donar Weinstein, segons es diu a causa de la seva afició per les barres de Snickers), es va decolorar els cabells ros platí i es va convertir en famosa.
Va treballar al Weinstein's Colony Club durant la seva carrera com a estrella porno. Barr va actuar en burlesque i striptease amb el seu vestit de barret de vaquer, pasties, mitges, una cartutxera amb revòlvers de mànec de perla lligada als malucs i botes de vaquer. Quan tancava el Theatre Lounge, anava al Vegas Club fora d'horari, on va conèixer el propietari i operador, Jack Ruby, el 1952. La seva amistat era molt casual, però, ja que mai va treballar per a ell i mai no es va relacionar amb ell fora del Vegas Club i el Silver Spur Inn, que també operava.
Barr es va casar amb el seu segon marit, Troy B. Phillips, al voltant de 1953 i va tenir una filla cap al 1954. El gener de 1956, Barr va disparar al seu marit quan va rebre una puntada de peu a la porta del seu apartament a Dallas. Va ser acusada d'una agressió amb una arma mortal, però els càrrecs van ser retirats posteriorment. Phillips no va resultar ferit de mort.
Barr va actuar per única vegada a l'escenari legítim el 1957, interpretant el paper de Rita Marlowe a la producció del Dallas Little Theatre de Will Success Spoil Rock Hunter? A finals d'octubre d'aquell any, en un altre cas penal, la policia de Dallas va assaltar el seu apartament i va trobar quatre cinquenes parts d'una unça de marihuana, que estava amagada al sostenidor. Després va ser arrestada per possessió de drogues, jutjada i condemnada a 15 anys de presó, Tanmateix, Candy ha afirmat que només tenia la marihuana per a un amic.<ref. nom="lat"/>
Mentre que el cas de la marihuana es va convertir en una sèrie d'apel·lacions, la seva fama es va estendre a tot el país i Barr es va convertir en la persona més famosa del club de striptease on va treballar, guanyant 2.000 dòlars setmanals a Las Vegas i Los Angeles, així com al Sho-Bar Club al Bourbon Street al Barri Francès de Nova Orleans.
Mentre treballava com a stripper al Largo Club de Sunset Strip a West Hollywood, hi va conèixer al gàngster Mickey Cohen i es va convertir en la seva xicota. Segons Cohen a la seva autobiografia, In My Own Words, ell la va ajudar a pagar la fiança després que Gary Crosby li digués: "Una cosa sobre ella, et pot fer sentir com un home de debò." Barr va acompanyar Cohen al Saints and Sinners testimonial per Milton Berle l'abril de 1959.
El mafiós, que va insistir que es volia casar amb ella, finalment la va enviar a ella i a la seva filla de quatre anys a Mèxic perquè pogués evadir l'arrest. Va fer que el seu cabell fos tenyit pel perruquer de les estrelles" Jack Sahakian, amb un certificat de naixement i una targeta de la Seguretat Social falses, i li va donar 1.200 dòlars en efectiu. Més tard, li va enviar 500 dòlars després que es va establir en un refugi mexicà. Tanmateix, allà es va inquietar i va tornar als Estats Units. Durant aquest temps, el seu interès per Cohen va caure.
També el 1959, va ser contractada pels estudis 20th Century Fox com a coreògrafa per a Seven Thieves (1960). Va ensenyar a l'actriu Joan Collins com "ballar" pel seu paper de stripper i va rebre un crèdit com a assessora tècnica. Barr va dir: "Si la senyoreta Collins vol deixar les pel·lícules, pot fer burlesque". En el primer dels seus dos llibres autobiogràfics, Past Imperfect, Collins descriu a Barr com "una dona de debò amb un cos increïblement magnífic i una cara angelical... m'havia ensenyat més sobre la sensualitat del que havia après en tots els meus anys sota contracte".
Barr va guanyar una altra oportunitat de revertir la seva condemna de 15 anys aquell octubre, quan l'advocat de districte a Dallas va dir que la Cort Suprema dels Estats Units havia informat al seu despatx que els seus advocats tindrien 20 dies per presentar una moció per a una nova audiència.
Ella i el perruquer Jack Sahakian es van casar el 25 de novembre de 1959 a Las Vegas mentre ella era cap de cartell a l'hotel El Rancho Vegas. Dies més tard, malgrat els rumors que la seva detenció havia estat un muntatge dissenyat per castigar la stripper per la seva vida desenfrenada en un Dallas conservador, Barr va ser arrestada per l'FBI quan el Tribunal Suprem va negar la seva apel·lació per la possessió de marihuana.

## Presó i llibertat
El 4 de desembre de 1959, Barr va entrar a la Goree State Farm per a dones prop de Huntsville (Texas) per complir la seva pena de presó. Durant el seu empresonament, va ser testimoni a Los Angeles a mitjans de 1961, del judici per evasió d'impostos del seu antic xicot Mickey Cohen. Ella va declarar que va pagar 15.000 dòlars als seus advocats i li va donar regals durant el seu compromís el 1959. Va dir que entre els altres regals que va rebre d'ell eren joies, equipatge i un caniche. Va dir que entenia que Cohen havia de pagar una factura de roba seva per 1.001,95 dòlars.
Després de complir més de tres anys de la seva condemna de quinze, Barr va rebre la llibertat condicional l'1 d'abril de 1963. Barr tenia la intenció de tornar a Dallas, però les seves estipulacions sobre llibertat condicional eren massa estrictes, per la qual cosa no estava permès. En canvi, va tornar a la seva ciutat natal d'Edna, on encara vivien el seu pare i la seva madrastra. En aquest moment, es va apropar més al propietari de la discoteca de Dallas Jack Ruby en converses telefòniques. Com que tenia problemes de salut quan va sortir de la presó, va decidir que la millor manera de guanyar-se la vida era criant animals amb ànim de lucre. Ruby va baixar a Edna i li va donar un parell de gossos de cria dachshund de la seva camada per ajudar-la.
Dotze hores després que Ruby assassinés Lee Harvey Oswald, el principal sospitós de l'assassinat del president John F. Kennedy, en directe a la televisió nacional, l'FBI va arribar a Edna per entrevistar Candy. Va fer una declaració, com Juanita Dale Phillips, sobre el seu coneixement de Ruby abans que Oswald fos acusat per l'assassinat de Kennedy i el posterior assassinat d'Oswald per part de Ruby. Candy va dir més tard "Ells pensaven que Ruby m'havia dit noms, llocs i persones, però no ho va fer."
El governador de Texas John Connally li va perdonar la condemna per marihuana el 1968. Barr va dir: "Realment no sé per què, tret que estudiés el cas i sapigués que era una injustícia si jo era una víctima o no."

## Retorn i vida posterior
Barr va tornar al circuit de stripping a principis de 1966, incloent aparicions al Largo Club de Los Angeles i al Bonanza Hotel de Las Vegas. També va tornar al Colony Club de Dallas, Texas. Després es va traslladar a Brownwood, ja que el seu pare estava malalt a Kerrville. Va ser arrestada i acusada de possessió de marihuana novament el 1969 a Brownwood. Més tard, Barr va dir: "Mentre el meu pare estava a punt de morir, van decidir aprofitar la meva situació allà i em van destruir. Sabia que la marihuana no hi era, feia tres anys que no en tenia al meu voltant". El fiscal de districte del comtat de Brown finalment va desestimar el cas contra ella per manca de proves.
El 1972 es van publicar 56 poemes que va escriure mentre estava a la presó amb el títol A Gentle Mind... Confused. L'àvia de 41 anys va aparèixer al número de juny de 1976 de la revista Oui. Va donar una entrevista a Playboy poc després. Durant aquest període va tenir una trobada sexual casual amb Hugh Hefner, que va definir la seva aventura a l'entrevista de 1984 com "una mena de coses del rei i la reina del sexe. Era meravellosa." El productor Mardi Rustam va comprar els drets cinematogràfics de la història dels primers anys de Barr el 1982. El 1984, Texas Monthly va incloure Barr al costat d'altres texanes com Lady Bird Johnson com uns de lrs "texanrs perfectes" de la història.
El març de 1988, es va anunciar que Ryan O'Neal dirigiria Farrah Fawcett en una pel·lícula biogràfica sobre Barr basada en un guió de George Axelrod, que va escriure l'obra de Broadway Will Success Spoil Rock Hunter? No obstant això, el biopic mai es va produir.

## Últims anys i mort
El 1992, Barr es va traslladar de Brownwood a Edna. Vivint en una retirada tranquil·la amb els seus animals a la seva casa rural, es va conformar amb no explotar ni reviure el seu passat. Va dir que mai li va interessar despertar els homes, només volia ballar. El 30 de desembre de 2005 Barr va morir, als 70 anys, per complicacions de la pneumònia en un hospital de Victoria (Texas).

## Llegat
Candy Barr es troba entre els membres del Saló de la Fama de l'Exotic World Burlesque Museum, antigament situat a Helendale (Califòrnia), i ara al carrer principal de Las Vegas. Les seves impressions de llavis formen part de la mostra del museu.

## Filmografia
- My Tale Is Hot (1964) inclou un clip de quatre minuts d'una rutina de dansa exòtica de Candy Barr (ca. 1956).
- A History of the Blue Movie (1970) (clip segment de Smart Alec)
- Changes (1971) aka Sex U.S.A.
- Playboy: The Story of X (1998)